# Commanderie Saint-Jean de Colmar
La commanderie Saint-Jean est un monument situé à Colmar, dans le département français du Haut-Rhin.
C'était un lieu d'asile (Frei-Hof) inviolable, privilège commun à toutes les maisons de l'Ordre.

## Localisation
L'édifice est située rue Saint-Jean à Colmar, non loin de la maison des chevaliers de Saint-Jean mais qui, malgré son nom, n'a rien en commun.

## Historique
Elle a été érigée au XIIIe siècle par l'ordre des Hospitaliers de Saint-Jean de Jérusalem et consacrée par Albert le Grand en 1268.
Départ des moines-chevaliers au XVIe siècle, utilisation par les Chanoines de Saint-Martin puis par les Augustins.
Le site est racheté en 1858 par les Sœurs de la Divine Providence de Ribeauvillé.
L'ensemble a été remanié au XIXe siècle et il ne subsiste du bâtiment original que quelques éléments de façades sur rue et sur cour.
Il abrite actuellement un établissement scolaire privé.

## Architecture
Seuls quelques éléments de façade sur rue et sur cour témoignent encore de l'histoire des lieux, comme la chapelle.